# 煙叢寺
煙叢寺位於四川省廣元市蒼溪縣，文物遺址年代判定為清。2012年7月16日公佈為第八批四川省文物保護單位。
煙叢寺位於四川省廣元市蒼溪縣城以南的少屏山中，據民國十七年《蒼溪縣誌》載：“煙叢寺在少屏山中，創建最古，歷宋、元、明、清，皆稱勝地”。北宋皇佑（1049-1054）進士文同過蒼溪有《登少屏山煙叢寺》詩：“正午風色高，遂泊蒼溪縣。層崖槍林木，有寺藏蔥菁……引我上高閣，欄杆俯江面。寥百里內，山水盡奇觀。……”由此可見該寺原稅優雅。現存清代晚期建築，呈四合院佈局，單簷懸山式穿斗木結構。正殿面闊三間11公尺，進深7.1公尺，高5.6公尺；轉角一問（正殿西面）面闊4.3公尺，進深10.09公尺；前殿面闊三間21公尺，進深5.9公尺。內院天井長6.3公尺，寬9.6公尺。正殿及左右兩側泥塑神像數尊。寺院殘存古牌坊石柱1根。1983年，煙叢寺被蒼溪縣人民政府公佈為縣級文物保護單位；2002年，煙叢寺被廣元市人民政府公佈為市級文物保護單位。